# 27 tháng 2
Ngày 27 tháng 2 là ngày thứ 58 trong lịch Gregory. Còn 307 ngày trong năm (308 ngày trong năm nhuận).

## Sự kiện
- 907 – Da Luật A Bảo Cơ trở thành thủ lĩnh liên minh bộ lạc Khiết Đan, tức hoàng đế vị, được xem là mốc khởi đầu của triều Liêu, tức ngày 13 tháng 1 năm Đinh Mão
- 1329 – Hòa Thế Lạt lên ngôi tại thảo nguyên Mạc Bắc, trở thành hoàng đế thứ 9 của triều Nguyên và đại hãn thứ 13 của đế quốc Mông Cổ.
- 1594 – Henri IV tiến hành nghi lễ đăng quang quốc vương của Pháp tại Chartres.
- 1801 – Chiến tranh Tây Sơn–Nguyễn: Quân Nguyễn giành chiến thắng trước quân Tây Sơn trong trận Thị Nại tại Bình Định.
- 1870 – Hinomaru lần đầu tiên được thông qua làm quốc kỳ sử dụng trên các thương thuyền của Nhật Bản.
- 1940 – Martin Kamen và Sam Ruben phát hiện ra đồng vị phóng xạ Cacbon–14 tại một phòng thí nghiệm thuộc California, Hoa Kỳ.
- 1966 – Tập san Sử Địa ra số đầu tiên ở Sài Gòn.
- 1976 – Mặt trận Polisario tuyên bố thành lập Cộng hòa Dân chủ Ả Rập Xarauy tại cựu thuộc địa Tây Sahara của Tây Ban Nha.
- 1980 – Thành lập Ủy ban Cứu người vượt biển
- 2010 – Một trận động đất xảy ra ở Chile với cường độ 8,8Mw, khiến 525 người thiệt mạng.

## Sinh
- 1826 – Nguyễn Phúc Miên Lương, tước phong Sơn Tĩnh Quận công, hoàng tử con vua Minh Mạng (m. 1863).
- 1917 – Vũ Khắc Khoan, nhà viết kịch Việt Nam (m. 1986)
- 1927 – Huỳnh Văn Lạc, Chuẩn tướng Quân lực Việt Nam Cộng hòa
- 1939 – Nguyễn Chí Thiện, nhà thơ (m. 2012)
- 1996 – Ten, thành viên nhóm nhạc NCT, người Thái Lan

## Mất
- 1628 – Nguyễn Văn Giai, danh sĩ, đại thần thời Hậu Lê (Việt Nam)
- 1931 – Hoàng Văn Hợp, liệt sĩ cách mạng Việt Nam kháng chiến chống Pháp (s. 1902) nguyên Huyện ủy viên Huyện ủy Quỳnh Lưu – Nghệ An
- 2021 – Ngô Mạnh Đạt, diễn viên điện ảnh Hồng Kông (s. 1952)

## Ngày lễ và kỷ niệm
- Ngày Thầy thuốc Việt Nam